# Pavillon de Flore
Pavillon de Flore je část paláce Louvre, původně součást paláce Tuileries v Paříži. Dnes tvoří stejně jako jeho protějšek pavillon de Marsan západní konec Louvru. Pavilon Flore s palácem stavebně spojuje křídlo Flore na jižní straně podél Seiny. Pavilon je pojmenován podle sousoší Le Triomphe de Flore vytvořené Carpeauxem, které stojí před mostem Royal.

## Historie

Mapa paláce Louvre, Pavillon de Flore a Aile de Flore jsou zobrazeny červeně vlevo dole.

Pavillon de Flore, který se nacházel na rohu paláce Tuileries (strana u Seiny), byl během Francouzské revoluce přejmenován na "Pavilon rovnosti".
Během věznění královské rodiny v paláci Tuileries obsadila Marie Tereza Luisa Savojská přízemí pavilonu a princezna Alžběta první patro.
V pavilonu sídlilo v době Národního shromáždění několik výborů revoluční vlády, zejména měnový výbor, výbor pro likvidaci a kontrolu účtů, ale zejména výbor pro veřejné blaho.
Každý výbor zabíral část rozlehlé budovy. Výbor pro všeobecnou bezpečnost, hlavní město v pochodu moci, zvláště když byl na pořadu dne teror, se musel spokojit s Hôtel de Brionne, který se nachází na okraji Place du Carrousel. S palácem Tuileries ho spojovala prkenná chodba.
Měnový výbor sídlil v přízemí, které mezi 5. a 6. říjnem 1789 a 10. srpnem 1792 obývala princezna z Lamballe.
Výbor pro likvidaci a kontrolu účtů sídlil v prvním patře v bývalém apartmá madame Elisabeth.
Výbor pro veřejné blaho, hlavní a nejznámější výbor revoluční vlády byl umístěn v apartmánech královny Marie Antoinetty, které se nacházely v přízemí jižní části paláce Tuileries (proti Pavilonu Flore). Postupně se přestěhoval do apartmánu Ludvíka XVI. v mezipatře.
Vstupovalo se do něj po schodišti, které umožňovalo přístup do prvních dvou místností, na straně Carrouselu, ale zasedací místnosti měly výhled do zahrad.
Pavilonu Flore hrozil zánik za vlády Napoleona III., který v roce 1861 povolil jeho kompletní demolici a v roce 1864 jeho přestavbu pod vedením architekta Hectora-Martina Lefuela.
Byl přestavěn ve stejných proporcích, ale vyzdoben fasádou vyrobenou v novém stylu, který zavedl Lefuel na Cour Napoléon, s cílem sladit různé styly tvořící Louvre. Je zdoben sochami Jean-Baptiste Carpeaux, včetně jeho Triomphe de Flore. Ve 20. století se v něm nacházely mimo jiné dočasné výstavní prostory grafického kabinetu, malby španělské školy 17. století a sochy 19. století.
Nyní je z velké části obsazeno Centrem pro výzkum a restaurování francouzských muzeí, a slouží k ubytování zaměstnanců muzea Louvre a části École du Louvre.